# Panorama in Interlingua
Panorama in Interlingua è la rivista che funge da organo ufficiale dell'UMI (Union Mundial pro Interlingua), per la diffusione della lingua ausiliaria internazionale denominata Interlingua, codificata dalla IALA nel 1951.

## Storia
Nonostante la rivista sia uno dei principali strumenti per la diffusione dell'Interlingua, oltre alle notizie relative alla lingua vengono pubblicati anche molti articoli su argomenti disparati quali attualità, cronaca, reportages, viaggi, letteratura, recensioni di libri, curiosità ed enigmistica. Pur essendo una rivista neutrale dal punto di vista politico e religioso, pubblica anche articoli su questi temi. Il periodico si propone lo scopo di "informare, stimolare e divertire".
Esce con periodicità bimestrale (6 numeri all'anno) dal gennaio del 1988. Ciascuna edizione è scritta interamente in Interlingua, e comprende 28 pagine in formato A5. 
È disponibile anche in versione integrale on-line ad un prezzo ridotto.
La rivista serve anche da collegamento tra i membri dell'UMI. Ma allo stesso tempo vuole essere una finestra aperta verso il mondo esterno, per dimostrare le possibilità dell'uso dell'Interlingua. A tal fine viene spesso usata per il suo insegnamento, e si rivolge anche ai possibili nuovi interessati. 
L'attuale testata è il risultato della fusione di due testate precedenti: il trimestrale Currero (ISSN 0105-8401), edito dall'UMI dal 1964; e il bimestrale Heraldo de Interlingua, pubblicato privatamente (ISSN 0108-0598). 
La rivista si avvale di collaboratori e corrispondenti da tutto il mondo. Non esiste la carica di direttore. La carica più alta è quella di redattore capo, svolta dal danese Thomas Breinstrup. La redazione è situata nella città di Taastrup in Danimarca. I coredattori sono lo svedese Kenneth Platter, il portoghese Carlos Soreto e l'inglese Peter Gopsill. Il correttore di bozze è Julian Mendez, residente in Germania. Il responsabile dell'amministrazione è l'italiano, ma residente in Russia, Alberto Mardegan. È stampata dall'azienda "Imago" di Utrecht nei Paesi Bassi.